# 김민섭 (1983년)
김민섭(1983년~)은 《나는 지방대 시간강사다》로 대학교 계약직 지식노동자의 열악한 노동 환경을 고발한 교육자, 육체노동자이다.

## 생애

### 성장기
서울특별시 마포구 홍익대학교 인근에서 자랐다. 어렸을 때부터 독서를 좋아하였으나 국어 외 과목에서 좋은 점수를 얻지 못하였다. 수능점수에 맞추어 연세대학교 원주캠퍼스의 인문학부에 진학하여 1학년 2학기부터 졸업시까지 장학금을 받을 정도로 공부를 열심히 하였다. 대학원 진학을 앞두고 군에 입대하여 육군 병장으로 만기 전역하였다.

### 대학원 생활
2008년 봄에 일반대학원(원주)에 진학하여 원주캠퍼스 조교로 사회 생활을 시작해 2012년 동 대학에서 국문학과 박사과정을 수료하였다. 이후 3년 동안 학부 글쓰기 강의를 담당하였다. 조교 및 시간강사로 그가 겪은 경제적 현실은 매우 열악하였다. 법정 최저시급에도 못미치는 월 58만3000원가량의 급여를 받았고 건강보험조차 보장되지 않았다. 교수 연구실을 정리하다가 떨어진 책에 다리를 찍혀 열 바늘 꿰맸을 때도 병원비는 스스로 해결해야했다. 2014년 부인이 첫 아이를 낳고 산후조리원에 있을 때 절박한 심정으로 맥도날드 물류하차 아르바이트를 시작하였다. 일은 고되었지만, 맥도날드는 월 60시간을 일하면 건강보험료를 부담해줬을 뿐만 아니라 대학교보다 그를 합리적으로 대우해주었다. 그의 동료와 상급자인 교수들은 불평등한 도제식 교육관계에 익숙해져있었고 시간강사들의 열악한 노동현실을 묵인하거나 외면하였다.

### 《나는 지방대 시간강사다》
2014년 9월부터 연세대학교 원주캠퍼스 시간강사의 열악한 현실을 폭로하는 글을  '309동 1201호'라는 필명으로 인터넷에 연재하였다.  이는 김민섭에 따르면  "남이 잘못한 것을 고발하기 위해 쓴 것이 아니라 내 스스로 부족한 것을 돌아보기 위한" 것이였다. 《나는 지방대 시간강사다》의 조회 수는 200만 회가 넘어가며 '알바'만도 못한 시간강사의 처우 문제에 사회적 관심을 불러 일으켰다. 2015년 11월 출간된 동명의 책은 한 달 만에 4000부 가까이 팔렸다. 책이 출간된지 얼마 지나지 않아 주변 사람들은 '309동 1201호'가 김민섭임을 알게되었고 곧 선배 중 일부는 그를 "왜 우리를 모욕하고 우리 학교가 비리의 온상인 것처럼 썼느냐"며 비난했다. 김민섭은 배신감을 느끼고 박사 학위 취득을 포기한 채 시간강사를 관두었다. 실제 연세대학교의 대학원 과정은 원주와 신촌이 통합임에도 불구하고 위와 같은 이야기가 나오는것으로 보아 실제 지방대의 처우는 가히 상상이 불가능할 정도이다.
- 《나는 지방대 시간강사다》[10]
- 《대리사회》

## 논문
- 2010년 : 《『기독청년』  연구》(연세대학교 석사학위논문)
- 2011년 : 《1930년대 기독교청년회의 농민계몽과 소설 연구  -  『농촌청년』 문예란을 중심으로》
- 2012년 : 《1910년대 후반 주요한의 소설 번역 연구 - 『학지광』,『기독청년』을 중심으로》
- 2013년 : 《1910년대 후반 기독교 담론의 형성과 '기독청년'의 탄생 - 동경 조선기독교청년회를 중심으로》
- 2014년 : 《1920년대 초 동경 유학생의 “사회”, 사회주의 담론 수용연구 - 동경조선 기독교 청년회 기관지 『현대』를 중심으로》